# Miguel Vítor
Miguel Ângelo Leonardo Vítor (em hebraico: מיכלאנג'לו לאונרדו ויטור; Ponte do Rol, Torres Vedras, 30 de Junho de 1989) é um futebolista português naturalizado israelense que joga habitualmente a defesa central. Atualmente, joga no Hapoel Be'er Sheva.

## Carreira
Iniciou-se como júnior no Benfica, e teve a sua primeira convocatória e estreia a titular na época 2007/2008, mais propriamente a 25/08/2007 contra o Vitória de Guimarães, para colmatar as lesões dos restantes defesas habitualmente titulares na equipa. Nesse jogo a equipa não sofreu golos e o jogador foi muito aplaudido pelos adeptos benfiquistas. 
Depois de um empréstimo ao Clube Desportivo das Aves este voltou a integrar o plantel das "águias".
É o mais recente valor das camadas jovens do Benfica, no entanto, acabou o contrato e foi dispensado.

## Títulos
Benfica
- Taça da Liga (3): 2008/09, 2009/10, 2011-12
- Campeonato português: 2009/2010

Hapoel Be'er Sheva
- Campeonato: 2016/2017, 2017/2018
- Copa do Estado: 2019/2020, 2021/2022, 2024/2025
- Copa Toto: 2016/2017
- Supercampeão: 2016, 2017, 2022

Prêmios Individuais
- Jogador do Ano em Israel: 2016/2017